# Neocynorta
Genre
Synonymes
- Forfexia González-Sponga, 1992
- Szczurekia González-Sponga, 1992

Neocynorta est un genre d'opilions laniatores de la famille des Cosmetidae.

## Distribution
Les espèces de ce genre sont endémiques du Venezuela.

## Liste des espèces
Selon World Catalogue of Opiliones (30/07/2021) :
- Neocynorta frigida (González-Sponga, 1992)
- Neocynorta lata (González-Sponga, 1992)
- Neocynorta marmorata (González-Sponga, 1992)
- Neocynorta meridensis (González-Sponga, 1992)
- Neocynorta petrae (González-Sponga, 1992)
- Neocynorta punctata (González-Sponga, 2003)
- Neocynorta sanarensis (González-Sponga, 1992)
- Neocynorta tovarzeai (González-Sponga, 1992)
- Neocynorta venezuelensis (Roewer, 1915)
- Neocynorta virens (González-Sponga, 1998)
- Neocynorta virescens Roewer, 1915
- Neocynorta virginis (González-Sponga, 1992)
- Neocynorta yaracuyana (González-Sponga, 1992)

## Publication originale
- Roewer, 1915 : « 106 neue Opilioniden. » Archiv für Naturgeschichte, vol. 81, no 3, p. 1–152 (texte intégral).